# Ала ад-Дин Текеш
Ала ад-Дин Текеш, Абул Музаффар Текеш  (араб. آلاودّين تِكيش‎, полное имя — Ала ад-Дунийа ва-д-Дин Абу-л-Музаффар Текеш ибн Иль Арслан) (?—1200) — хорезмшах из рода Ануштегинов, сын хорезмшаха Ил-Арслана, правил в Государстве Хорезмшахов c 1172 по 1200 годы. 

## Биография
При жизни отца Текеш был правителем крупного города Дженда, располагавшегося в низовьях Сырдарьи. После смерти Тадж ад - Дина Ил-Арслана престол занял младший брат Текеша Султан-шах, но Текеш отказался признать власть брата и обратился за помощью к исконным врагам хорезмшахов — каракитаям, пообещав им ежегодную дань. С их помощью Текешу удалось сместить брата и занять трон Хорезма. Придя к власти, он приказал умертвить свою мачеху Теркен хатун (титул главной жены у ряда тюркских правителей), поддерживавшую Султан-шаха, самому же Султан-шаху удалось скрыться и ещё в течение двадцати лет тот оспаривал право на власть. Лишь после смерти Султан-шаха в 1193 году Текеш смог окончательно присоединить к Хорезму Мерв и Серахс (1193). Кроме того, стремясь избавиться от вассальной зависимости от каракитаев, Текеш совершил несколько походов на Мавераннахр. В 1176 году он покорил Южный Хорасан, а правителя Гура попытался (впрочем, безуспешно) сделать своим вассалом. В 1187 году хорезмшах взял Нишапур, в 1192 году — Рей, а через два года захватил Иракский султанат. В 1194 году Текеш разбил войска западно-сельджукского султана Рукн ад-Дина Тогрула III, а в 1196 году — аббасидского халифа ан-Насира.
Таким образом, в период правления шаха Текеша Хорезм стал одним из самых могущественных государств в Центральной Азии. Его владения простиралась от Аральского моря и низовьев Сырдарьи до Загроса, включая Дженд, Мангышлак, собственно Хорезм, Хорасан и Персидский Ирак. За время своего правления он сумел увеличить территории Хорезма вдвое, хотя государство не было прочным, оставалось вассалом кара-китаев и платило им дань. Кроме всего прочего, сохранились также сведения о библиотеке, основанной Текешем.
После смерти хорезмшаха Текеша на престол вступил его младший сын Ала ад-Дин Мухаммед, ещё больше расширивший владения Хорезма. По данным современника хорезмшаха историка ан-Насави, султан Ала ад-Дин Мухаммед считал себя тюрком, в частности, он говорил: «я тюрк, малосведущий в арабском языке».